# Альбатрос острівний
Альбатрос острівний (Diomedea amsterdamensis) — великий морський птах родини альбатросових (Diomedeidae), що гніздиться на острові Амстердам (Французькі Південні і Антарктичні Території) на півдні Індійського океану.
Вид був вперше описаний у 1983 році та спочатку вважався підвидом мандрівного альбатроса.
Альбатрос острівний має буре оперення під час шлюбного періоду замість звичайного білого.
Станом на 2014 рік популяція цього виду нараховувала 46 племінних пар.